# Illingen (powiat Enz)

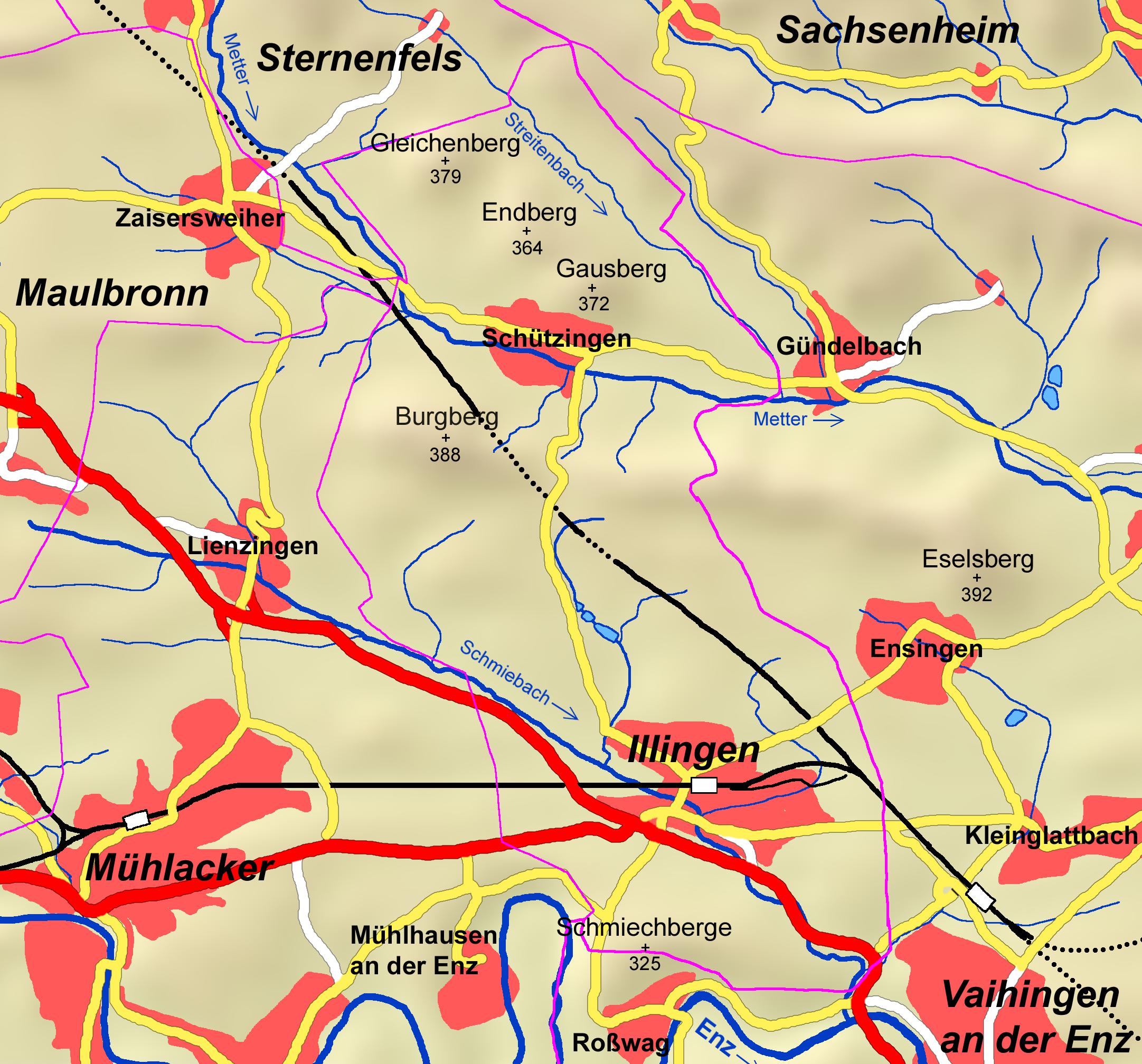
Mapa gminy

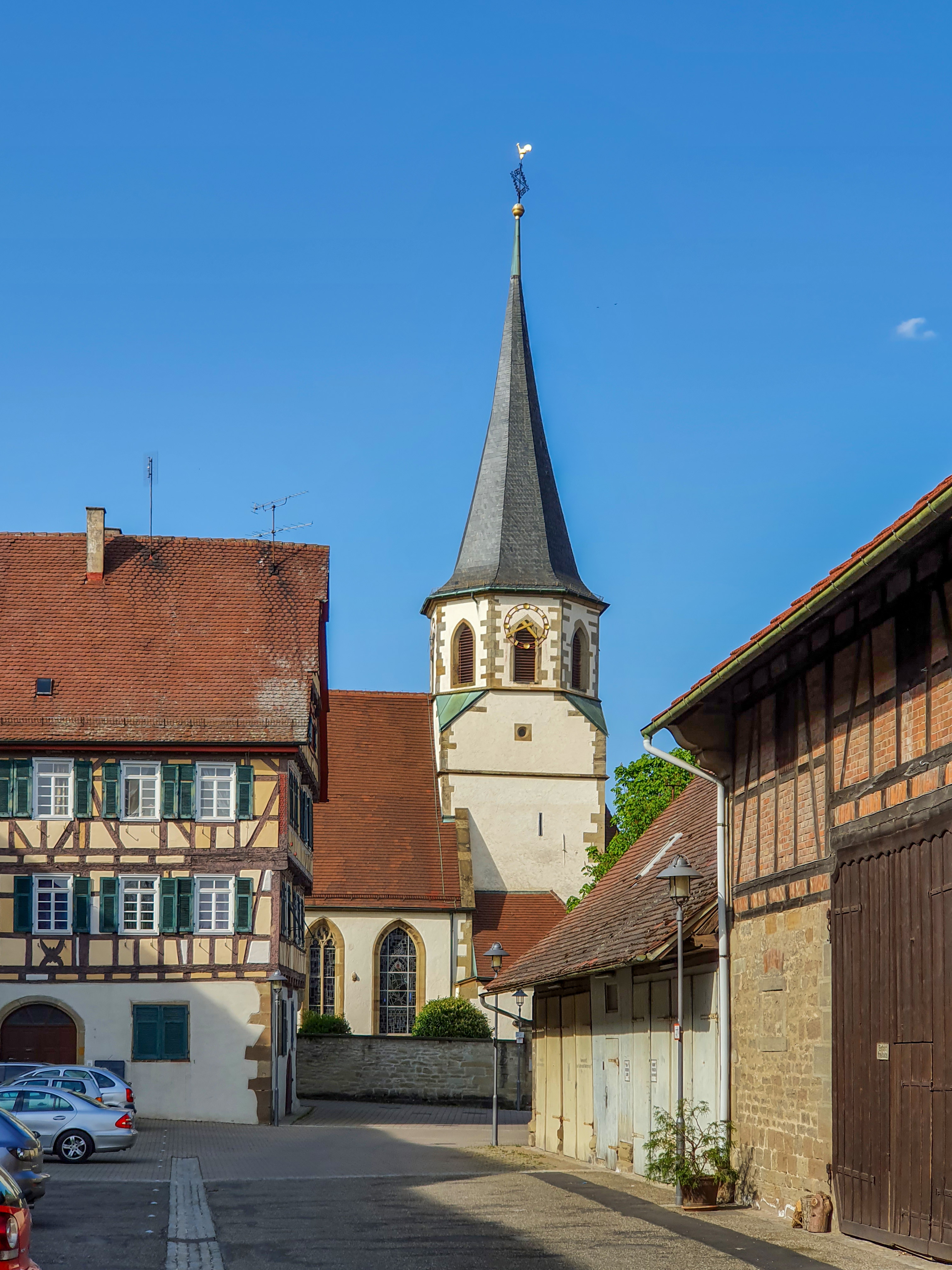
Wieża kościoła pw św. Cyriaka (Cyriakus)

Illingen – miejscowość i gmina w Niemczech, w kraju związkowym Badenia-Wirtembergia, w rejencji Karlsruhe, w regionie Nordschwarzwald, w powiecie Enz. leży częściowo w Parku Natury Stromberg-Heuchelberg, pomiędzy Schmiebach a Metter, ok. 18 km na wschód od Pforzheim, przy drogach krajowych B10, B35 i liniach kolejowych InterCity (Karlsruhe–Stuttgart; Stuttgart–Mannheim).

## Dzielnice
- Illingen
- Schützingen